# Miele silvestre
Miele silvestre (Wild Honey) è un film muto del 1922 diretto da Wesley Ruggles. La sceneggiatura di Lucien Hubbard si basa su Wild Honey Stories of South Africa di Cynthia Stockley, pubblicato a New York nel 1914.

## Trama
Volendo vendicarsi dell'altezzosa Lady Vivienne che ha rifiutato di sposarlo a causa delle sue origini plebee, il ricco Henry Porthen attira la giovane donna nella sua residenza di campagna dove ha invitato anche Freddy Sutherland, un giovane aristocratico debosciato, alla cui mercé Porthen abbandona Vivienne, lasciando i due da soli. Vivienne, non sapendo come uscire da quella situazione, sviene. Però, quando torna in sé, trova Porthen morto, ucciso per gelosia da Joan Rudd, la sua segretaria. Freddy, per evitare qualsiasi coinvolgimento nel delitto, scompare.

Passano alcuni anni: Vivienne, mentre sta visitando alcuni suoi possedimenti nel Transvaal, viene attaccata dai banditi ma è soccorsa e salvata da Kerry Burgess, il proprietario di una fattoria. I due si innamorano ma lei, quando rivede Freddy, ormai ridotto in uno stato di degrado senza speranza, è presa nei suoi confronti dai rimorsi, almeno fino al momento in cui lui le confessa di come si sia comportato da vigliacco fuggendo e lasciandola sola.
 
Wolf Montague, un losco politicante che è stato respinto da Vivienne, progetta intanto di allagare una vallata a scapito degli agricoltori della valle. Vivienne corre ad avvisare i coloni ma sta per soccombere tra le acque del fiume straripato quando viene salvata ancora una volta dal suo amato Kerry.

## Produzione
Il film fu prodotto dalla Universal Jewel, una branca per i film di pregio della Universal Film Manufacturing Company.
Il 26 novembre 1921, Motion Picture News riportava che le scene finali erano state girate quella settimana a Palm Springs, in California, where locations closely resemble the South African Veldt country (dove i luoghi assomigliano molto agli spaziosi panorami del Sudafrica. Le riprese del film finirono alla fine di novembre.

## Distribuzione
Il copyright del film, richiesto dalla Universal Film Manufacturing Co., fu registrato il 24 febbraio 1922 con il numero LP17575.
Presentato da Carl Laemmle, il film uscì nelle sale cinematografiche statunitensi il 6 marzo 1922 dopo essere stato presentato in prima a New York il 27 febbraio 1922.
In Italia, distribuito nel 1922 dalla Universal, ottenne il visto di censura 17563.
Non si conoscono copie ancora esistenti della pellicola che viene considerata presumibilmente perduta.